# Tom Kennedy (attore)
Thomas Aloyisus Kennedy (14 luglio 1885 – 6 ottobre 1965) è stato un attore statunitense noto prevalentemente per i suoi ruoli comici in commedie hollywoodiane dei tempi del muto, con produttori come Mack Sennett e Hal Roach, principalmente come spalla di attori come i Fratelli Marx, W. C. Fields, Mabel Normand, Shemp Howard, Laurel e Hardy e I tre marmittoni; ha anche interpretato ruoli drammatici come attore non protagonista; per 50 anni, dal 1915 al 1965, è apparso in oltre 300 film e serie televisive, spesso non accreditato.

## Biografia

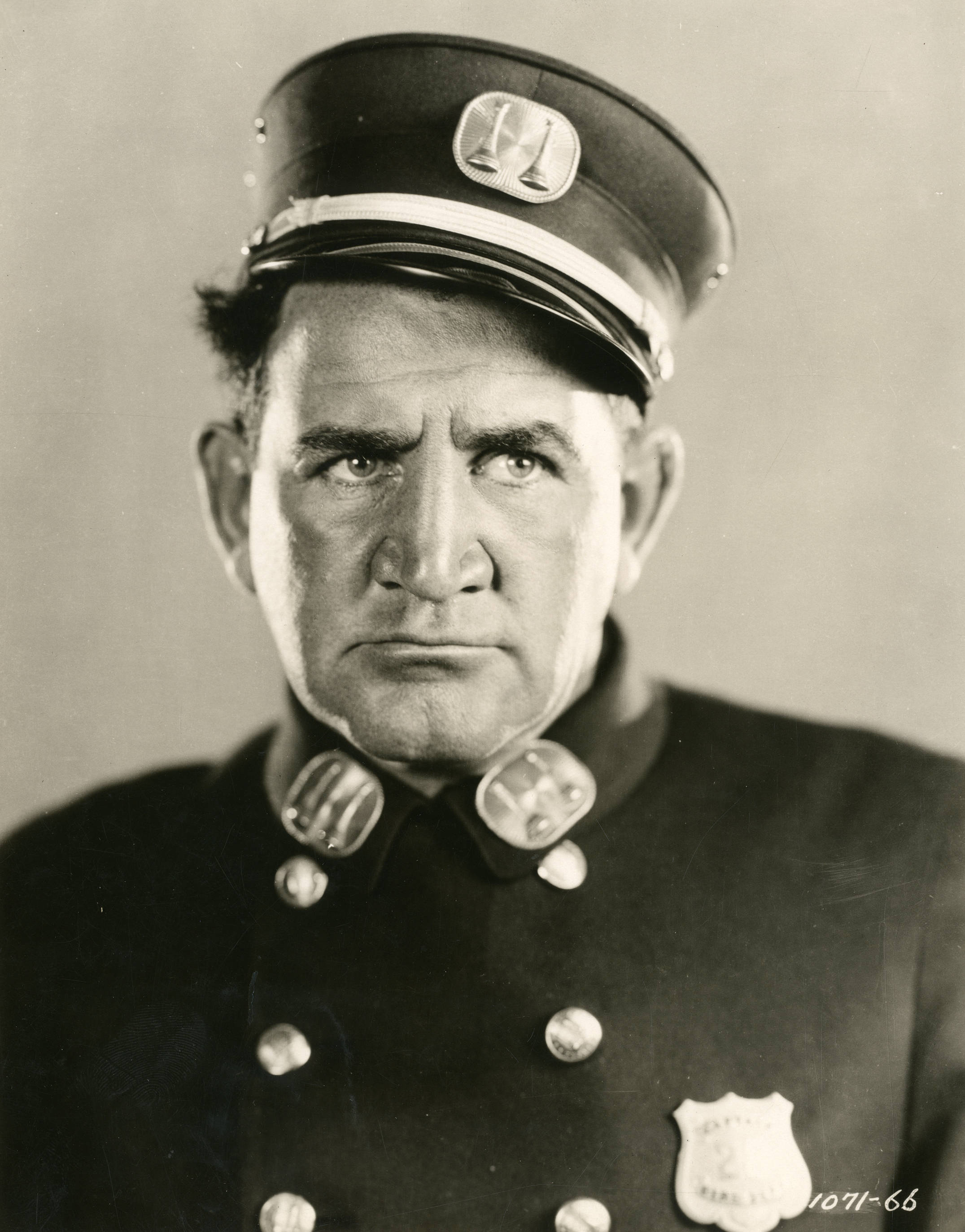

Prima di fare l'attore fu un pugile professionista dal 1911 al 1916 e come tale prese parte a un documentario nel 1910.
Si dedicò alla carriera di attore professionalmente dal 1915. Fu in tutti e nove i film di Torchy Blane nei panni di Gahagan, il poliziotto la cui battuta era "Che giornata! Che giornata!". Ha continuato a fare film fino alla sua morte nel 1965.
Tom Kennedy è stato erroneamente elencato da diverse fonti come il fratello di Edgar Kennedy e, sebbene i due uomini non fossero imparentati, erano amici, con Tom che prese parte in molti dei cortometraggi casalinghi di Edgar.
Lavorò in coppia con Stooge Shemp Howard per diversi cortometraggi per la Columbia Pictures come Society Mugs, oltre ad apparire con i Three Stooges nei film Loose Loot e Spooks!; fu anche in coppia con El Brendel per quattro cortometraggi, come Phoney Cronies del 1942.
Le sue apparizioni televisive comprendono episodi di Perry Mason, Maverick , My Favorite Martian e Gunsmoke.
Si sposò con Frances Katherine Marshall nel 1922 ed ebbero quattro figli.
Morì di cancro alle ossa il 6 ottobre 1965 e fu sepolto all'Hollywood Forever Cemetery di Hollywood, in California.

## Filmografia

### Anni 1910

#### 1910
- James J. Corbett; or, How Championships Are Won and Lost (1910)

#### 1915
- The Lamb, regia di Christy Cabanne
- Double Trouble, regia di Christy Cabanne
- Fatty and the Broadway Stars, regia di Fatty Arbuckle
- A Submarine Pirate, regia di Charles Avery e Syd Chaplin

#### 1916
- A Modern Enoch Arden, regia di Charles Avery e Clarence G. Badger
- The Village Blacksmith, regia di Hank Mann
- An Oily Scoundrel, regia di Edwin Frazee
- His Bitter Pill, regia di Fred Hibbard
- Ambrose's Cup of Woe, regia di Fred Hibbard
- Hearts and Sparks, regia di Charley Chase
- His Wild Oats, regia di Clarence G. Badger e di Ford Sterling
- Ambrose's Rapid Rise, regia di Fred Hibbard
- The Nick of Time Baby, regia di Clarence G. Badger

#### 1917
- Dodging His Doom, regia di William Campbell e Harry Williams
- A Maiden's Trust, regia di Victor Heerman e Harry Williams
- His Naughty Thought, regia di Fred Hibbard
- Her Torpedoed Love, regia di Frank Griffin
- Whose Baby?, regia di Clarence G. Badger
- Thirst, regia di Fred Hibbard
- Two Crooks, regia di Victor Heerman
- The Late Lamented, regia di Harry Williams
- A Bedroom Blunder, regia di Edward F. Cline e di Hampton Del Ruth
- The Pullman Bride, regia di Clarence G. Badger
- Are Waitresses Safe?, regia di Hampton Del Ruth e di Victor Heerman
- An International Sneak, regia di Fred Hibbard e di Hampton Del Ruth
- That Night, regia di Edward F. Cline e di Hampton Del Ruth
- Taming Target Center, regia di William Campbell e di Hampton Del Ruth

#### 1918
- A Waiter's Wasted Life, regia di William Watson e Jack White
- Wild Women and Tame Lions, regia di William Campbell
- A Tight Squeeze, regia di Jack White
- Mickey, regia di James Young e F. Richard Jones
- His Wife's Friend, regia di Walter Wright
- Sleuths, regia di F. Richard Jones
- Whose Little Wife Are You?, regia di Edward F. Cline
- Hide and Seek, Detectives, regia di Edward F. Cline

#### 1919
- Cupid's Day Off, regia di Edward F. Cline
- Never Too Old, regia di F. Richard Jones
- East Lynne with Variations, regia di Edward F. Cline
- Yankee Doodle in Berlin, regia di F. Richard Jones
- The Island of Intrigue, regia di Henry Otto
- Trying to Get Along, regia di F. Richard Jones
- Her First Kiss, regia di Frank Griffin
- Footlight Maids, regia di John G. Blystone
- Back to Nature Girls, regia di John G. Blystone
- A Schoolhouse Scandal, regia di Edward F. Cline

### Anni 1920

#### 1920
- Ten Nights Without a Barroom, regia di Edward F. Cline
- Mary's Little Lobster, regia di Edward F. Cline
- Ah! Sposiamoci subito!, regia di Victor Heerman
- Hold Me Tight, regia di Slim Summerville
- Kismet, regia di Louis J. Gasnier
- Pals and Petticoats, regia di Melville W. Brown e di Del Lord

#### 1921
- The Baby, regia di Harry Williams
- Roaring Lions on Parade, regia di Harry Williams
- Skirts, regia di Hampton Del Ruth
- Sunless Sunday, regia di Charles Reisner
- Twelve Hours to Live, regia di William Watson
- Serenata, regia di Raoul Walsh
- Snooky's Twin Troubles, regia di Mort Peebles e di Harry Williams

#### 1922
- Come polvere (Kindred of the Dust), regia di Raoul Walsh
- The Anvil Chorus, regia di Ralph Ceder
- Full o' Pep, regia di Charley Chase
- Our Leading Citizen, regia di Alfred E. Green
- If You Believe It, It's So, regia di Tom Forman
- Afraid to Fight, regia di William Worthington
- The Egg, regia di Gilbert Pratt
- The Speeder, regia di Lloyd Bacon
- The Flaming Hour, regia di Edward Sedgwick
- The Flirt, regia di Hobart Henley

#### 1923
- No Luck, regia di Lloyd Bacon
- With Naked Fists, regia di ?
- Scaramouche, regia di Rex Ingram
- The Pinhead, regia di Slim Summerville

#### 1924
- Loving Lies, regia di W.S. Van Dyke
- Madonna of the Streets, regia di Edwin Carewe

#### 1925
- As Man Desires, regia di Irving Cummings
- The Fearless Lover, regia di Scott R. Dunlap e di Henry MacRae
- High and Handsome, regia di Harry Garson
- The Best Bad Man, regia di John G. Blystone

#### 1926
- The Yankee Señor, regia di Emmett J. Flynn
- Addio mia bella addio, regia di A. Edward Sutherland
- Sir Lumberjack, regia di Harry Garson
- Una vendetta nel West, regia di John Waters
- Tranello, regia di Victor Fleming
- The Better 'Ole, regia di Charles Reisner
- Marinai... per forza, regia di A. Edward Sutherland
- Man of the Forest, regia di John Waters

#### 1927
- The Mysterious Rider, regia di John Waters
- Señorita, regia di Clarence G. Badger
- Riscossa indiana, regia di John Waters
- Alias the Deacon, regia di Edward Sloman
- Pompieri per ardore (Fireman, Save My Child), regia di A. Edward Sutherland
- One-Round Hogan, regia di Howard Bretherton
- Silver Valley, regia di Ben Stoloff
- Ham and Eggs at the Front, regia di Roy Del Ruth

#### 1928
- Wife Savers, regia di Ralph Ceder
- Il romanzo di Tillie, regia di A. Edward Sutherland
- Hold 'Em Yale, regia di Edward H. Griffith
- La tua pelle o la mia (None but the Brave), regia di Albert Ray
- The Cop, regia di Donald Crisp
- Marked Money, regia di Spencer Gordon Bennet
- Love Over Night, regia di Edward H. Griffith

#### 1929
- Libertà (Liberty), regia di Leo McCarey
- Post Mortems, regia di Leslie Pearce
- The Cohens and Kellys in Atlantic City, regia di William James Craft
- Gioco di bambole, regia di Michael Curtiz
- Big News, regia di Gregory La Cava
- Giorni felici, regia di Benjamin Stoloff
- The Shannons of Broadway, regia di Emmett J. Flynn

### Anni 1930

#### 1930
- Polished Ivory, regia di Alfred J. Goulding
- Carcere, regia di George W. Hill e di Ward Wing
- The Fall Guy, regia di Leslie Pearce
- Razored in Old Kentucky, regia di Mark Sandrich
- See America Thirst, regia di William James Craft
- It Happened in Hollywood, regia di Ralph Ceder

#### 1931
- Lo stroncatore di gang (The Gang Buster), regia di A. Edward Sutherland
- Sit Tight, regia di Lloyd Bacon
- It Pays to Advertise, regia di Frank Tuttle
- Arabian Knights, regia di Stephen Roberts
- Here's Luck, regia di Stephen Roberts
- Iron Man, regia di Tod Browning (1931)
- Let's Play, regia di Stephen Roberts
- El Tenorio del harem, regia di Kurt Neumann
- Young come You Feel, regia di Frank Borzage
- Caught, regia di Edward Sloman
- Monkey Business, regia di Norman Z. McLeod
- New Adventures of Get Rich Quick Wallingford, regia di Sam Wood
- Slow Poison, regia di Harry Sweet
- Flying High, regia di Charles Reisner
- How Comedies Are Born, regia di Harry Sweet

#### 1932
- Charlie Chan's Chance, regia di John G. Blystone
- Lighthouse Love, regia di Michael Delmer
- Huddle, regia di Sam Wood
- The Promoter, regia di Ralph Ceder
- The Boudoir Butler, regia di Leslie Pearce
- Cuore d'amanti, regia di Stephen Roberts
- Skyscraper Souls, regia di Edgar Selwyn
- Il compagno B, regia di George Marshall, di Ray McCarey e di Harry Black
- The Crooked Circle, regia di H. Bruce Humberstone
- Night After Night, regia di Archie Mayo
- Madison Square Garden, regia di Harry Joe Brown
- Se avessi un milione, regia di Ernst Lubitsch, Norman Taurog, Stephen Roberts, Norman Z. McLeod, James Cruze, William A. Seiter, H. Bruce Humberstone
- Uptown New York, regia di Victor Schertzinger
- The Devil Is Driving, regia di Benjamin Stoloff
- Lawyer Man, regia di William Dieterle
- Fish Feathers, regia di Harry Sweet

#### 1933
- Lady Lou, regia di Lowell Sherman
- Quarantaduesima strada, regia di Lloyd Bacon
- Blondie Johnson, regia di Ray Enright e Lucien Hubbard
- Hip Zip Hooray, regia di Edward Eliscu e Ray McCarey
- Risveglio di un popolo (Song of the Eagle), regia di Ralph Murphy
- Man of the Forest, regia di Henry Hathaway
- Il caso dell'avv. Durant (Penthouse), regia di W. S. Van Dyke
- Argento vivo (Bombshell), regia di Victor Fleming
- Day of Reckoning, regia di Charles Brabin
- Suits to Nuts, regia di Harry Sweet

#### 1934
- In the Devildog House, regia di Ben Holmes
- A Circus Hoodoo, regia di Arvid E. Gillstrom
- Strictly Fresh Yeggs, regia di George Stevens
- Cracked Shots, regia di George Stevens
- Strictly Dynamite, regia di Elliott Nugent
- La grande festa (Hollywood Party), regia di Roy Rowland, George Stevens, Sam Wood, Charles Reisner, Richard Boleslawski, Russel Mack, Edmund Goulding, Allan Dwan
- Trailing Along, regia di Fred Guiol
- Derby Decade, regia di Alfred J. Goulding
- What! No Groceries, regia di Fred Guiol
- Odor in the Court, regia di Ben Holmes
- Down to Their Last Yacht, regia di Paul Sloane
- Unlucky Strike, regia di Ben Holmes
- The Big Mouthpiece, regia di Fred Guiol
- The Dancing Millionaire, regia di Sam White

#### 1935
- Horse Heir, regia di Fred Guiol
- Gum Shoes, regia di Del Lord
- Raised and Called, regia di Fred Guiol
- Sock Me to Sleep, regia di Ben Holmes
- Stage Frights, regia di Albert Ray
- Alibi Bye Bye, regia di Ben Holmes
- Gobs of Trouble, regia di Del Lord
- Il re della risata (Bright Lights), regia di Busby Berkeley
- Old Man Rhythm, regia di Edward Ludwig
- Il domatore di donne, regia di Tay Garnett
- Oh, My Nerves, regia di Del Lord
- A Returned Engagement, regia di Leigh Jason
- The Bride Comes Home, regia di Wesley Ruggles

#### 1936
- Too Many Surprises, regia di Leslie Goodwins
- Just Speeding, regia di Del Lord
- Il medico di campagna, regia di Henry King
- Midnight Blunders, regia di Del Lord
- Fight is Right, regia di Leslie Goodwins
- Poppy, regia di A. Edward Sutherland
- The Return of Sophie Lang, regia di George Archainbaud
- And So to Wed, regia di ?
- Ticket to Paradise, regia di Aubrey Scotto
- Hollywood Boulevard, regia di Robert Florey
- Bulldog Edition, regia di Charles Lamont
- Wives Never Know, regia di Elliott Nugent
- The Big Game, regia di George Nichols Jr. e Edward Killy
- Grandma's Buoys, regia di Leslie Goodwins
- Free Rent, regia di Del Lord

#### 1937
- Smart Blonde, regia di Frank McDonald
- Woman-Wise, regia di Allan Dwan
- Con l'aiuto della luna (When's Your Birthday?), regia di Harry Beaumont e di Robert Clampett
- New News, regia di Charles Lamont
- Behind the Headlines, regia di Richard Rosson
- There Goes My Girl, regia di Ben Holmes e di Edward Killy
- Armored Car, regia di Lewis R. Foster
- La vittima sommersa (The Case of the Stuttering Bishop), regia di William Clemens
- Il mercante di schiavi, regia di Tay Garnett
- Married Before Breakfast, regia di Edwin L. Marin
- Il tesoro del dirigibile (Fly-Away Baby), regia di Frank McDonald
- She Had to Eat, regia di Malcolm St. Clair
- Marry the Girl, regia di William C. McGann
- The Big Shot, regia di Edward Killy
- Forty Naughty Girls, regia di Edward F. Cline
- Invito alla danza, regia di William Keighley
- Bury the Hatchet, regia di Del Lord
- Invito alla danza, regia di William Keighley
- Calling All Curtains, regia di Del Lord
- Living on Love, regia di Lew Landers
- The Adventurous Blonde, regia di Frank McDonald
- Wise Girl, regia di Leigh Jason

#### 1938
- Crashing Hollywood, regia di Lew Landers
- Fiddling Around, regia di Charles Lamont
- Swing It, Sailor!, regia di Raymond Cannon
- Blondes at Work, regia di Frank McDonald
- Making the Headlines, regia di Lewis D. Collins
- He Couldn't Say No, regia di Lewis Seiler
- Torchy Blane in Panama, regia di William Clemens
- Go Chase Yourself, regia di Edward F. Cline
- Danger on the Air, regia di Otis Garrett
- Halfway to Hollywood, regia di Charley Chase
- Crime Ring, regia di Leslie Goodwins
- Torchy Gets Her Man, regia di William Beaudine

#### 1939
- La voce nell'ombra (Long Shot), regia di Charles Lamont
- Torchy Blane in Chinatown, regia di William Beaudine
- Pardon Our Nerve, regia di H. Bruce Humberstone
- Society Lawyer, regia di Edwin L. Marin
- Torchy Runs for Mayor, regia di Ray McCarey
- Grand Jury Secrets, regia di James P. Hogan
- Quiet, Please, regia di Crane Wilbur
- Torchy Blane... Playing with Dynamite, regia di Noel M. Smith
- These Glamour Girls, regia di S. Sylvan Simon
- The Day the Bookies Wept, regia di Leslie Goodwins
- The Covered Trailer, regia di Gus Meins

### Anni 1940

#### 1940
- Ricorda quella notte, regia di Mitchell Leisen
- Millionaire Playboy, regia di Leslie Goodwins
- Curtain Call, regia di Frank Woodruff
- An Angel from Texcome, regia di Ray Enright
- Pop Always Pays, regia di Leslie Goodwins e di Charles E. Roberts
- Trionfo d'amore (Sporting Blood), regia di S. Sylvan Simon
- Flowing Gold, regia di Alfred E. Green
- Mexican Spitfire Out West, regia di Leslie Goodwins

#### 1941
- Footlight Fever, regia di Irving Reis
- The Great Swindle, regia di Lewis D. Collins
- Thieves Fall Out, regia di Ray Enright
- Angels with Broken Wings, regia di Bernard Vorhaus
- Ready, Willing But Unable, regia di Del Lord
- Yankee Doodle Andy, regia di Jules White
- Man-I-Cured, regia di Harry D'Arcy
- Sailors on Leave, regia di Albert S. Rogell
- The Blitz Kiss, regia di Del Lord
- The Officer and the Lady, regia di Sam White
- The Mexican Spitfire's Baby, regia di Leslie Goodwins
- Sweet Spirits of Nighter, regia di Del Lord

#### 1942
- Home Work, regia di Harry D'Arcy
- Pardon My Stripes, regia di John H. Auer
- La mascotte dei fuorilegge (Butch Minds the Baby), regia di Albert S. Rogell
- Ombre di Broadway (Broadway), regia di William A. Seiter
- Blondie's Blessed Event, regia di Frank R. Strayer
- Hold 'Em Jail, regia di Lloyd French
- Phoney Cronies, regia di Harry Edwards
- Wildcat, regia di Frank McDonald
- Mexican Spitfire's Elephant, regia di Leslie Goodwins
- Pretty Dolly, regia di Ben Holmes

#### 1943
- Dixie Dugan, regia di Otto Brower
- Ladies' Day, regia di Leslie Goodwins
- Hit Parade of 1943, regia di Albert S. Rogell
- Taxi, Mister, regia di Kurt Neumann
- Dixie, regia di A. Edward Sutherland
- La taverna delle stelle, regia di Frank Borzage
- Petticoat Larceny, regia di Ben Holmes
- The Adventures of a Rookie, regia di Leslie Goodwins
- So's Your Uncle, regia di Jean Yarbrough
- Is Everybody Happy?, regia di Charles Barton
- Riding High, regia di George Marshall
- Cutie on Duty, regia di Ben Holmes
- Here Comes Elmer, regia di Joseph Santley
- Campus Rhythm, regia di Arthur Dreifuss
- True to Life, regia di George Marshall
- Wedtime Stories, regia di Ben Holmes
- O, My Darling Clementine, regia di Frank McDonald

#### 1944
- Sinceramente tua, regia di Mitchell Leisen
- The Town Went Wild, regia di Ralph Murphy
- Il pirata e la principessa, regia di David Butler e Sidney Lanfield
- Moonlight and Cactus, regia di Edward F. Cline
- Girls! Girls! Girls!, regia di Charles E. Roberts
- Take It Big, regia di Frank McDonald
- L'ottava meraviglia (Once Upon a Time), regia di Alexander Hall
- Rosie the Riveter, regia di Joseph Santley
- The Girl in the Case, regia di William Berke
- Radio Rampage, regia di Charles E. Roberts
- Love Your Landlord, regia di Charles E. Roberts
- Un fidanzato per due, regia di George Marshall

#### 1945
- The Man Who Walked Alone, regia di Christy Cabanne
- Femmine del mare, regia di Del Lord
- It Shouldn't Happen to a Dog, regia di Hal Yates
- Boston Blackie's Rendezvous, regia di Arthur Dreifuss
- Where the Pest Begins, regia di Harry Edwards
- Voice of the Whistler, regia di William Castle
- Nel mar dei Caraibi, regia di Frank Borzage
- Fantasma vivo (Man Alive), regia di Ray Enright

#### 1946
- Una lettera per Eva, regia di Jules Dassin
- Preferisco la vacca, regia di Norman Z. McLeod
- Blonde Alibi, regia di Will Jason
- Motor Maniacs, regia di Wallace Grissell
- Society Mugs, regia di Edward Bernds
- So's Your Antenna, regia di Jules White
- Bringing Up Father, regia di Edward F. Cline
- Jiggers, My Wife, regia di Jules White

#### 1947
- The Pretender, regia di W. Lee Wilder
- Terrore (The Burning Cross), regia di Walter Colmes
- The Case of the Baby Sitter, regia di Lambert Hillyer
- The Hat Box Mystery, regia di Lambert Hillyer
- L'invincibile Mc Gurk (The Mighty McGurk), regia di John Waters
- La città magica, regia di William A. Wellman
- Dangerous Years, regia di Arthur Pierson

#### 1948
- The Judge Steps Out, regia di Boris Ingster
- Devil's Cargo, regia di John F. Link Sr.
- Jinx Money, regia di William Beaudine
- La donna del bandito, regia di Nicholas Ray
- Joe Palooka in Winner Take All, regia di Reginald Le Borg
- Thunder in the Pines, regia di Robert Gordon
- Jiggs and Maggie in Court, regia di William Beaudine
- Viso pallido, regia di Norman Z. McLeod
- Trouble Preferred, regia di James Tinling

#### 1949
- Fighting Fools, regia di Reginald Le Borg
- The Mutineers, regia di Jean Yarbrough
- Il re dell'Africa, regia di Ernest B. Schoedsack
- Jiggs and Maggie in Jackpot Jitters, regia di William Beaudine
- Square Dance Jubilee, regia di Paul Landres

### Anni 1950

#### 1950
- Blonde Dynamite, regia di William Beaudine
- La gioia della vita, regia di Frank Capra
- Jiggs and Maggie Out West, regia di William Beaudine
- Triple Trouble, regia di Jean Yarbrough
- Border Rangers, regia di William Berke

#### 1951
- M, regia di Joseph Losey
- The Scarf, regia di Ewald André Dupont
- The Awful Sleuth, regia di Richard Quine
- From Rogues to Riches, regia di Leslie Goodwins
- Let's Go Navy!, regia di William Beaudine
- Pleasure Treasure, regia di Jules White
- Lo sposo è un altro coso (Havana Rose), regia di William Beaudine
- 'Fraidy Cat, regia di Jules White

#### 1952
- Hold That Line, regia di William Beaudine
- Road Agent, regia di Lesley Selander
- Gold Fever, regia di Leslie Goodwins
- Invasione USA, regia di Alfred E. Green

#### 1953
- Spooks!, regia di Jules White
- Loose Loot, regia di Jules White

#### 1955
- Abbott and Costello Meet the Keystone Kops, regia di Charles Lamont

#### 1957
- Il pollo pubblico n. 1 (Public Pigeon No. 1), regia di Norman Z. McLeod
- The Kettles on Old MacDonald's Farm, regia di Virgil W. Vogel
- L'uomo dai mille volti, regia di Arnold Laven
- I bassifondi del porto, regia di Arnold Laven

#### 1958
- Due toroni tra i cowboys, regia di Hal Kanter
- Inferno nel penitenziario, regia di R.G. Springsteen

#### 1959
- A qualcuno piace caldo (Some Like It Hot), regia di Billy Wilder
- Dinne una per me, regia di Frank Tashlin

### Anni 1960
- I draghi del West (Walk Like a Dragon), regia di James Clavell (1960)
- Questo pazzo, pazzo, pazzo, pazzo mondo, regia di Stanley Kramer (1963)
- Dollari maledetti, regia di Spencer Gordon Bennet (1965)

### Televisione
- Le inchieste di Boston Blackie (Boston Blackie) – serie TV, 2 episodi (1951)
- Squadra mobile (Racket Squas) – serie TV 1 episodio (1951)
- Gianni e Pinotto (The Abbott and Costello Show) – serie TV, episodio 2x06 (1953)
- The Ford Television Theatre – serie TV, 1 episodio (1953)
- Duffy's Tavern – serie TV 1 episodio (1954)
- Topper – serie TV, 1 episodio (1955)
- Botsford's Beanery, regia di Fred Guiol – film TV (1956)
- Hey, Jeannie! – serie TV 1 episodio (1956)
- Conflict – serie TV, episodio 1x03 (1956)
- Chevron Hall of Stars – serie TV, 1 episodio (1956)
- Perry Mason – serie TV, 1 episodio (1957)
- Meet McGraw – serie TV, 1 episodio (1958)
- The Gale Storm Show: Oh! Susanna – serie TV, 1 episodio (1959)
- The D.A.'s Man – serie TV, 1 episodio (1959)
- The Texan – serie TV, 1 episodio (1959)
- Ricercato vivo o morto (Wanted: Dead or Alive) – serie TV, 2 episodi (1959)
- Man Without a Gun – serie TV, 1 episodio (1959)
- Bronco – serie TV, 1 episodio (1959)
- Sugarfoot – serie TV, 5 episodi (1960)
- Maverick – serie TV, 5 episodi (1961)
- Have Gun - Will Travel – serie TV, 1 episodio (1961)
- Cheyenne – serie TV, 4 episodi (1961)
- Indirizzo permanente (77 Sunset Strip) – serie TV, 1 episodio (1961)
- The Dick Powell Show – serie TV, 1 episodio (1962)
- Bonanza – serie TV, 2 episodi (1963)
- The Rifleman – serie TV, 11 episodi (1963)
- Il mio amico marziano (My Favorite Martian) – serie TV, 1 episodio (1963)
- La grande avventura (The Great Adventure) – serie TV 1 episodio (1964)
- Gli uomini della prateria (Rawhide) – serie TV, 13 episodi (1964)
- Death Valley Days – serie TV, 2 episodi (1964)
- La legge di Burke (Burke' Law) – serie TV, 4 episodi (1964)
- Gunsmoke – serie TV, 8 episodi (1965)
- La grande vallata (The Big Valley) – serie TV, 1 episodio (1965)

## Doppiatori italiani
- Cesare Polacco in Il compagno B (riedizione 1948)